# Вірлог
Вірлог (словен. Virlog) — поселення в общині Шкофя Лока, Горенський регіон, Словенія. Висота над рівнем моря: 367,3 м.